# Tiger Flowers
Tiger Flowers (Camilla, 5 de agosto de 1895 - Nueva York, 16 de noviembre de 1927) fue un boxeador estadounidense que ostentó el título de campeón mundial en la categoría de peso mediano. Fue ingresado al Salón Internacional de la Fama del Boxeo en el año 1993.

## Trayectoria
Inició su carrera profesional a la edad de 23 años en la ciudad de Filadelfia, mientras trabajaba en un astillero naval. Después de permanecer invicto en 25 combates, fue derrotado por “Panamá” Joe Gans a finales de 1921.
Ya para 1924 era considerado el retador principal de Harry Greb por el título de peso mediano por la revista The Ring. Sin embargo, a finales de 1825 Flowers fue derrotado por Mike McTigue, campeón de la categoría de peso semipesado, a través de  una decisión dividida muy polémica ya que muchos expertos consideraron a Flowers como el legítimo ganador.
En el mes de febrero de 1926, obtuvo la oportunidad de retar al campeón mundial de peso mediano, Harry Greb, en el Madison Square Garden de Nueva York. Mientras transcurrían los asaltos, el combate se degeneró en una serie de acciones ilícitas por parte de ambos peleadores. El resultado fue a favor de Flowers quien se convirtió en el primer afroamericano en ser investido como campeón mundial de boxeo en esa categoría.
Greb consiguió la revancha ante Flowers el 19 de agosto, pero volvió a ser derrotado. Posteriormente, Flowers enfrentó en la segunda defensa de su título a Mickey Walker en Chicago a finales del año, y perdió su cetro en otra controvertible decisión de los jueces que llegó a ser investigada por la Comisión Atlética de Illinois, aunque el resultado no sería modificado.
Mientras era negociada la revancha ante Walker, para el mes de noviembre de 1927 fue sometido a una operación en la que sería removido tejido de sus ojos, pero falleció en el procedimiento.
En vida, Tiger Flowers era una persona austera y muy religiosa. Fue conocido como el “diácono de Georgia”, y también se dice que llevaba una Biblia cuando subía al cuadrilátero. Un estimado de 75.000 personas, sin distinción de razas, observaron el recorrido de su féretro en la ciudad de Atlanta, Georgia.